# Ingeborgfjellet
Ingeborgfjellet est une montagne norvégienne située au Spitzberg, au Svalbard. Elle est composée d'une série de cimes dont la plus haute s'élève à 714 m d'altitude. La montagne est bien visible et constitue un point de repère. Elle est entourée de lieux importants pour les oiseaux et la couvaison : Bellsund, Akselsundet et Fridtjovhamna (sur le front du glacier de Fridtjovbreen) qui contribuent à la diversité biologique de cette partie de la terre de Nordenskiöld. La montagne délimite Nordenskiöldkysten qui s'étend plus loin vers le nord-ouest jusqu'à l'Isfjorden.
Ingeborgfjellet compte un grand nombre d'oiseaux vivants sur les falaises, plus de 10 000 individus reproducteurs. Ce sont surtout les populations d'alcidae, de mouettes et de fulmars boréals. La montagne fait partie du parc national de Nordenskiöld Land. Elle a été nommée site Ramsar en même temps que le Nordenskiöldkysten, et se trouve sur la liste de BirdLife International comme un lieu important pour la conservation des oiseaux européens.
Au sud d'Ingeborgfjellet se trouvent les camps de Bell et de Millar.